# Gimme 5
Gimme 5 (2007年11月12日-2020年10月16日)是一個香港電台第二台的青少年節目，播放時間在星期一至五黄昏5時至7時。Gimme 5於2007年11月12日首播，並於2020年10月16日19:00停播(如不計香港電台的6聲報時信號，實際停播時間為18:59:54)。首播前並沒有任何宣傳，節目主持人梁德輝只於節目推出前數天才收到公司指示，以臨時性質接替梁奕倫及曾淑儀的《萬王之王》，但最後成為長期節目。 三位主持人於2020年10月4日以「爛分手」為題，宣佈節目將於10月16日完結。

## 歷任主持人
| 日期                         | 主持人                                               | 班底 | 備註 |
| 2007年11月12日至             | 常設主持： Eric、黃天頤                              | ---  | ---  |
|                              | 常設主持： Eric、黃天頤、的神                        | ---  | ---  |
| 至2018年4月13日              | 常設主持： Eric、黃天頤、波盛                        | ---  | ---  |
| 2018年4月16日至2019年3月29日 | 常設主持： 黃天頤、波盛 （以下指定日子除外）         | ---  | ---  |
| 2019年4月1日至2020年10月16日 | 常設主持： 黃天頤、波盛、方梓豪 （以下指定日子除外） | ---  | ---  |

## 節目相關聲帶
節目開始時或每節新聞報道後以其中一位主持人的五個特質作開首︰(已取消播放本開首)

* 5個Eric擁有嘅特質(天頤宣讀, Eric 回應)︰眼細(性感)、眉粗(有殺氣)、多疑(即係細心)、黑得黎唔實(住家Feel)、無野搵嘢嚟搞(勁富創意)。

* 黃天頤嘅五個特質(Eric 宣讀,天頤回應)︰平(唔係呀)、瘦(吓)、矮(算咩)、扁(真係喎)、懵(懵咩)。

* Tiksan嘅五個特質(Tiksan 宣讀, Eric 回應)︰厚-做人忠厚(唔係，你厚面皮啫)、短-短小精悍(唔係，你手短腳短啫)、慢-慢工出細貨(做嘢慢就有你份)、爛-笑容燦爛(Gag你就夠爛)、Kai-真心Kai(我都覺得你真心Kai，我認同!)。(因Tiksan離職已取消播放本開首)

* 天頤:五樣黃昏想做嘅嘢︰收工、食飯、行街、睇戲、返屋企，我係黃天頤。(已取消播放本開首)

## 現有節目環節
黄昏5時至5時半：主持人閒談

### 今日考起你
- 2019年4月1日起逢星期一黄昏5時半至6時播出
- 2020年9月16日起改為逢星期一黄昏5時半至6時時半播出

### 打撈隊
- 逢星期二黄昏5時半至7時播出
- 打撈唔同故事，下一個需要嘅可能係你
- 聽眾致電熱線：+852 1872388

### Gimme 5 過三關 挑戰站
- 逢星期三黄昏5時半至7時播出
- 聽眾致電熱線：+852 1872388

### 星期四 Gimme 5 講鬼故(廣播道陰陽路：個天未黑齊就開始講鬼故，問你驚唔驚)
- 逢星期四黄昏5時半至7時播出
- 聽眾致電熱線：+852 1872388

### Pillow talk
- 逢星期五黄昏5時半至6時半播出
- 曾為逢星期三黄昏5時半至6時半播出
- 嘉賓訪問
- (新增床頭估, 估吓歌手名人鮮為人知嘅一面, 繼而再枕邊細語, 分享對方一切。 八卦, 的確會令你有無窮快感。)

### 𡃁仔時間
- 逢星期五黄昏6時半至7時播出
- 聽眾致電熱線：+852 1872388
- 只限中三以下人士打入

## 過往重點環節

###### Gimme 5 入坑隨族
- 逢星期一黄昏6時至7時播出

###### 得閒飲茶
- 逢星期一黄昏6時至7時播出

###### 成語蛇貓狗
- 逢星期三黄昏半6時至7時播出

###### 公開試
- 逢星期五黄昏黄昏5時半至6時半播出

###### 小問題大辯論
- 逢星期一黄昏6時至7時播出

###### 讀書會
- 逢星期五黄昏黄昏5時半至6時半播出

- 留下士多（廣播劇）
- 唐七太空站（廣播劇）
- Gimme 5 版水鏡泉
- 青筋暴現星期二
- Leave me a message
- 幫到你幫到你幫到你
- 打小人（驚蟄special）
- 小人小人小小人

## 聯絡方法
- 電話： +852 1872388    香港電台第2台
- MSN： gimme5gimme5@hotmail.com.hk
- Facebook： facebook.com/rthkgimme5
- 微博： t.sina.com.cn/gimme5gimme5
- IG: rthk_radio2